# Megachile atrocastanea
Megachile atrocastanea là một loài Hymenoptera trong họ Megachilidae. Loài này được Alfken mô tả khoa học năm 1932.

## Hình ảnh

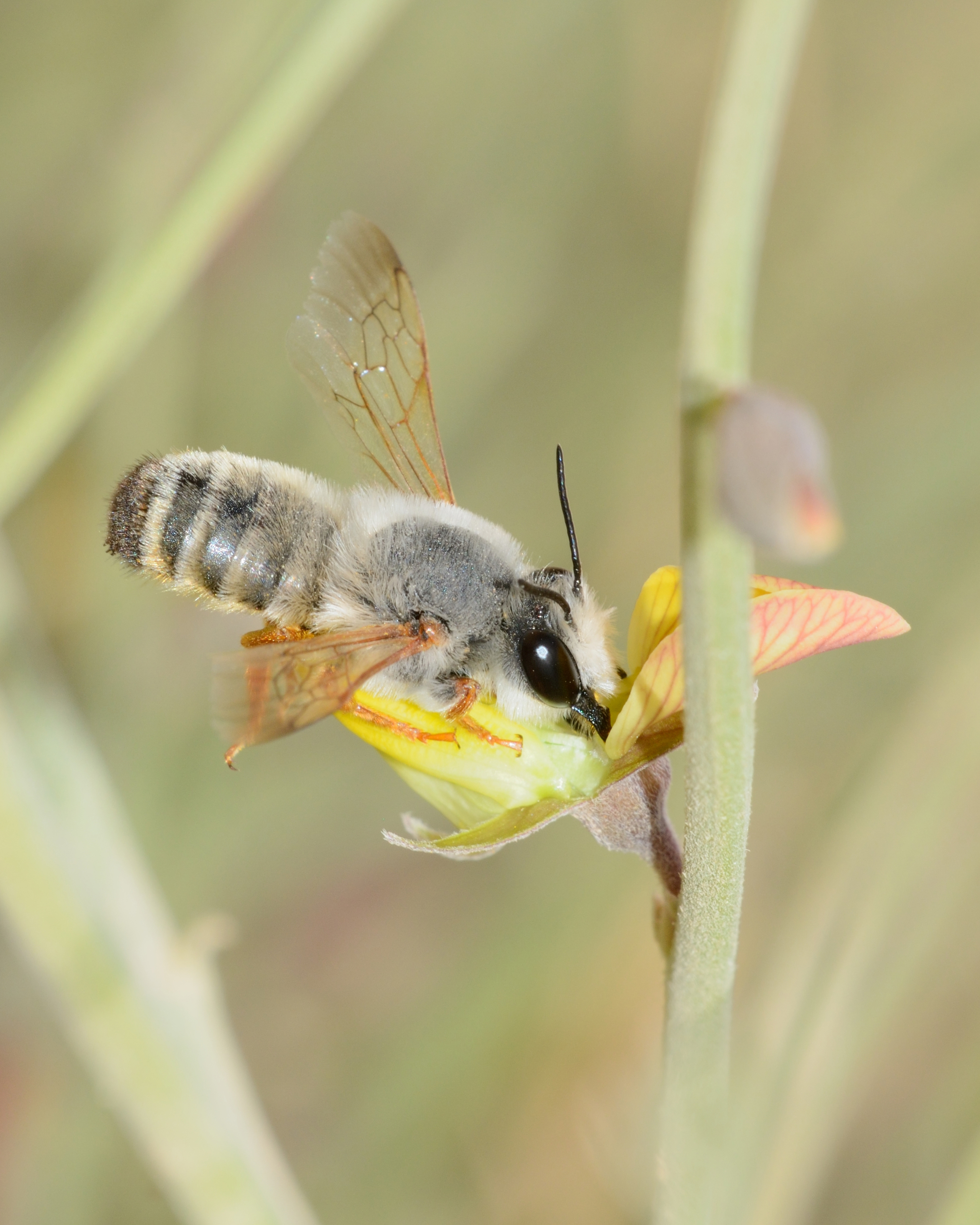